# Caruthers, California
Caruthers, California (енгл. Caruthers) насељено је место без административног статуса у америчкој савезној држави Калифорнија.

## Демографија
По попису из 2010. године број становника је 2.497, што је 394 (18,7%) становника више него 2000. године.
| Група             | 2000.         | 2010.         |
| Белци             | 768 (36,5%)   | 651 (26,1%)   |
| Афроамериканци    | 12 (0,6%)     | 14 (0,6%)     |
| Азијати           | 130 (6,2%)    | 221 (8,9%)    |
| Хиспаноамериканци | 1.120 (53,3%) | 1.591 (63,7%) |
| Укупно            | 2.103         | 2.497         |